# Zamek zwierzęcy
Zamek zwierzęcy (tytuł oryginału: Le Château des animaux) – seria komiksowa autorstwa francuskiego scenarzysty Xaviera Dorisona i francuskiego rysownika Félixa Delepa, publikowana w oryginale od 2018 przez belgijskie wydawnictwo Casterman. Dotychczas ukazały się dwa planowanych czterech tomów. Polski przekład ukazuje się od 2020 nakładem wydawnictwa Taurus Media. 
Seria jest luźno inspirowana na powieścią George’a Orwella Folwark zwierzęcy i historycznymi rewolucjami, zwłaszcza rewolucją indyjską pod przywództwem Mahatmy Gandhiego. 

## Fabuła
Utrzymana w konwencji dystopijnego fantasy, akcja serii toczy się gdzieś w międzywojennej Francji, głęboko w lesie, w gospodarstwie przekształconym w zamek. Opuszczony przez ludzi, jest teraz zarządzany przez zwierzęta. Ciężko pracują dzień i noc pod dowództwem samozwańczego prezydenta Silvia, ogromnego byka, wspomaganego przez milicję psów zastraszających inne zwierzęta w celu sprawowania nad nimi kontroli. W tych trudnych warunkach kotka Miss Bengalore stara się chronić swoje dwa kocięta. Pewnego dnia na zamku pojawia się Azelar, szczur obdarzony mądrością, który tchnąwszy w Miss Bangalore nadzieję, namawia ją i królika o imieniu Cezar do budowy ruch oporu przeciwko Silviowi. Warunek jest jednak jeden: bunt musi się odbyć nie za pomocą przemocy, lecz przez bierny opór. 

## Tomy
| Tom | Wydanie polskie           | Wydanie oryginalne                |
| --- | ------------------------- | --------------------------------- |
| 1   | Miss Bangalore (2020)     | Miss Bangalore (2018)             |
| 2   | Zimowe margerytki (2022)  | Les Marguerites de l'hiver (2020) |
| 3   | Noc sprawiedliwych (2024) | La Nuit des justes (2022)         |

## Wyróżnienia
Pierwszy tom został nominowany do nagrody za najlepszy komiks na Międzynarodowym Festiwalu Komiksu w Angoulême za 2020.